# Локхарт, Уильям Эварт
Уильям Эварт Локхарт (англ. William Ewart Lockhart; 14 февраля 1846, Дамфрис-энд-Галловей — 9 февраля 1900, Лондон) — британский шотландский художник.

## Биография

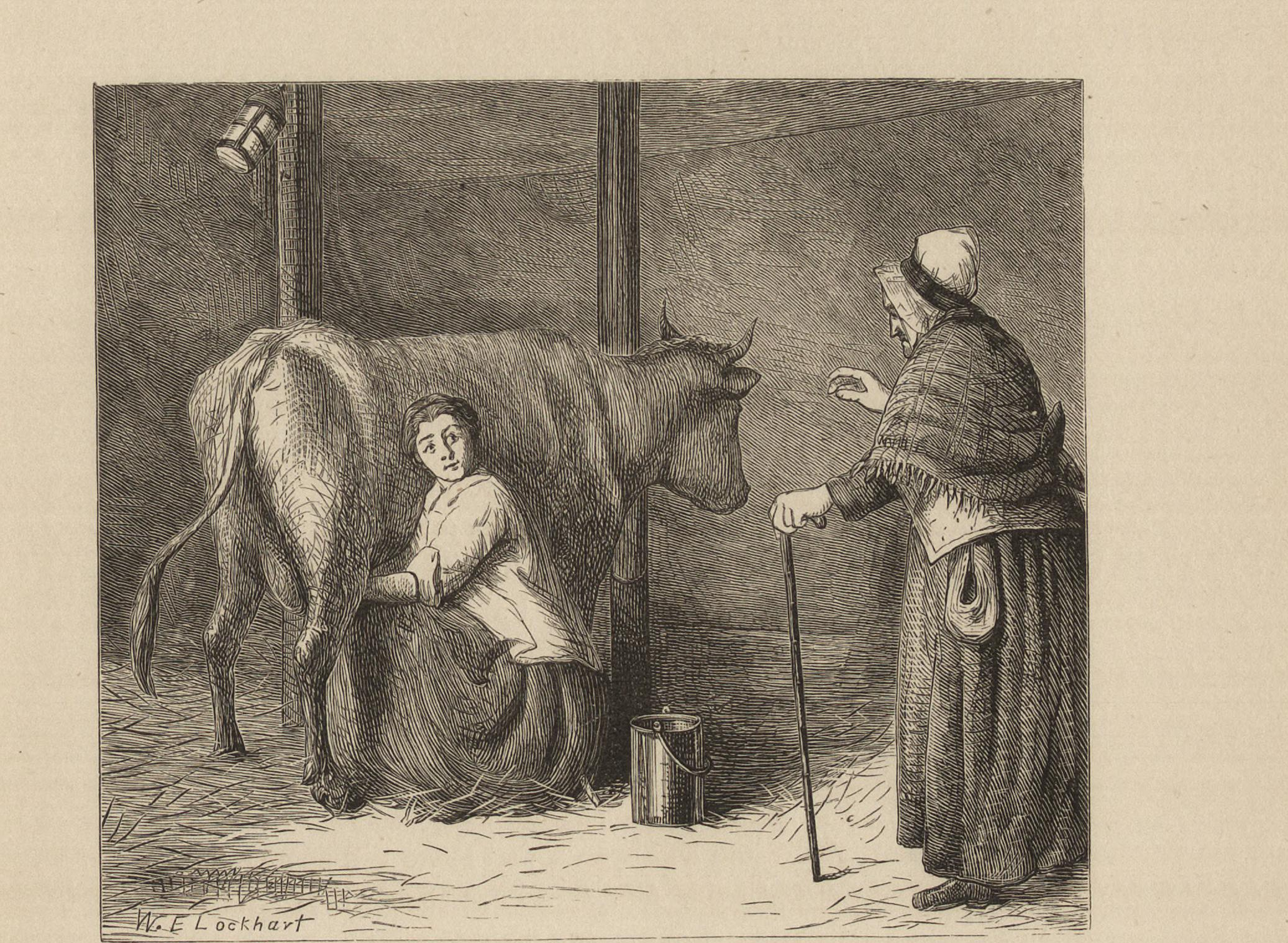
Книжная иллюстрация

Родился и вырос в современном регионе Дамфрис-энд-Галловей на крайнем юго-западе Шотландии. Начал учиться живописи в рисовальной школе на своей малой родине, а в 1860 году, в возрасте 14 лет, был принят в Шотландскую королевскую академию художеств в Эдинбурге.
В дальнейшем проживал в основном в Эдинбурге, однако, имея склонность к путешествиям, неоднократно посещал Испанию. В 1878 году был избран академиком (действительным членом) Шотландской королевской академии, которую сам окончил несколько ранее. Являлся также действительным членом британского (лондонского) и шотландского (эдинбургского) Королевских обществ акварелистов.
Локхарт регулярно выставлял свои картина на ежегодных выставках Шотландской академии. В 1887 году он получил престижный заказ на большую картину, изображающую многолюдное торжество, посвящённое золотому юбилею правления королевы Виктории в Вестминстерском аббатстве. Эта картина до сих пор является частью британской Королевской коллекции (собственностью королевской семьи).
Локхарт был женат с 1868 года на Мэри (Марии), урождённой Уилл. Скончался  в Лондоне в 1900 году. Его пережили вдова и пять детей: один сын и четыре дочери.
Локхарт работал маслом и акварелью, предпочитая выбирать исторические сюжеты, а также сюжеты, вдохновлённые художественными произведениями (такими, как «Песнь о Сиде» и «Жиль Блаз»). Писал он и жанровые сцены, предпочитая в данном случае изображать экзотическую Испанию, которую неоднократно посещал («Сбор апельсинов на Майорке», «Церковная лотерея в Испании»). Нередко писал портреты, работал в жанре книжной иллюстрации. Картина Локхарта «Рождественский дед» является одним из наиболее высокохудожественных изображений этого британского фольклорного персонажа до его смешения с Санта-Клаусом.
Картины Локхарта хранятся в ряде шотландских музеев (в городах Эдинбург, Глазго, Абердин и Данди).

## Галерея

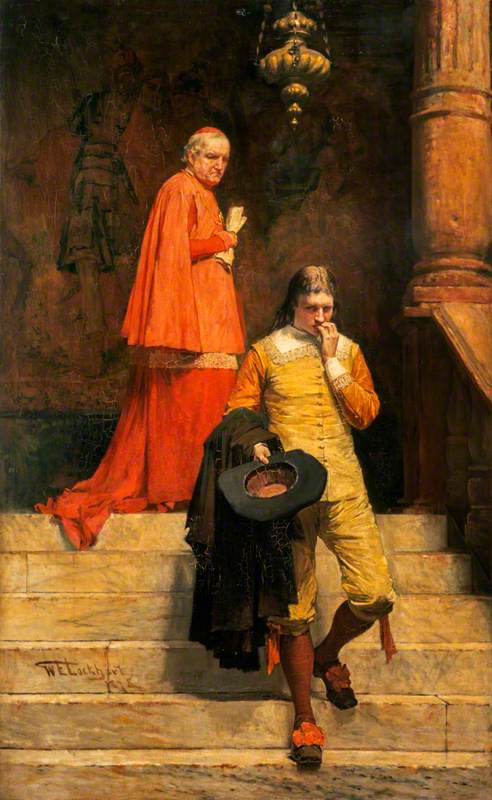
Жиль Блаз у архиепископа Гранады.
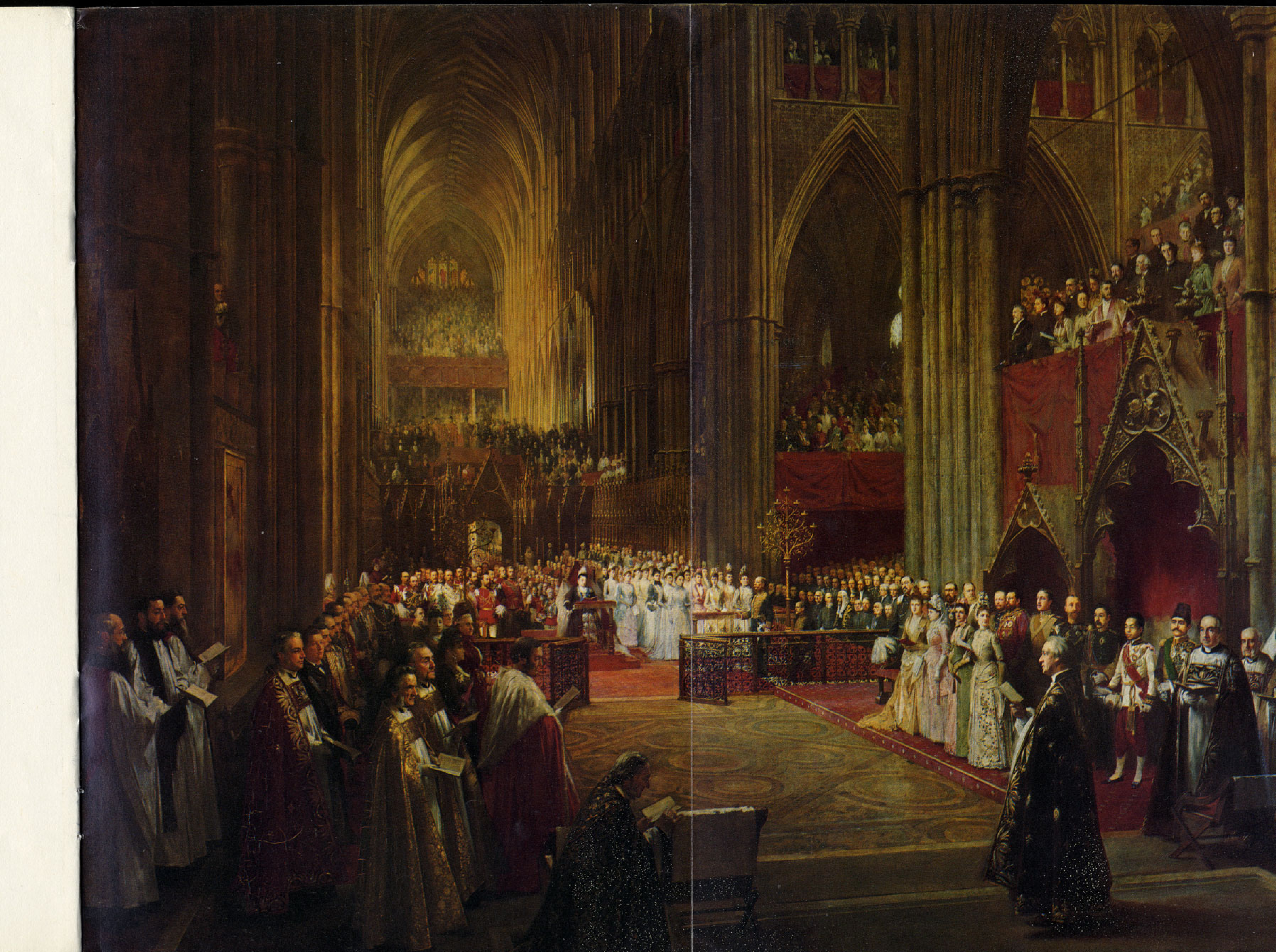
Празднование золотого юбилея правления королевы Виктории в Вестминстерском аббатстве.
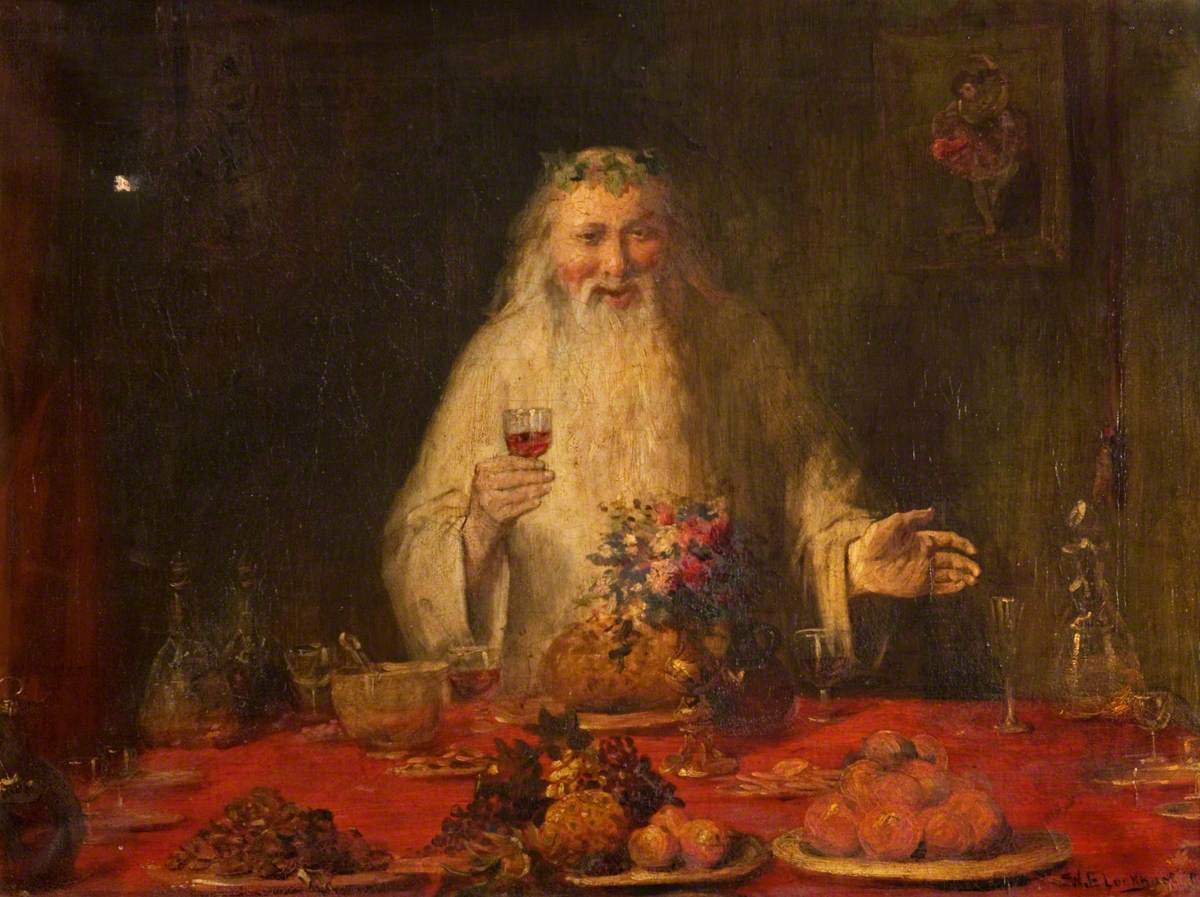
Рождественский дед
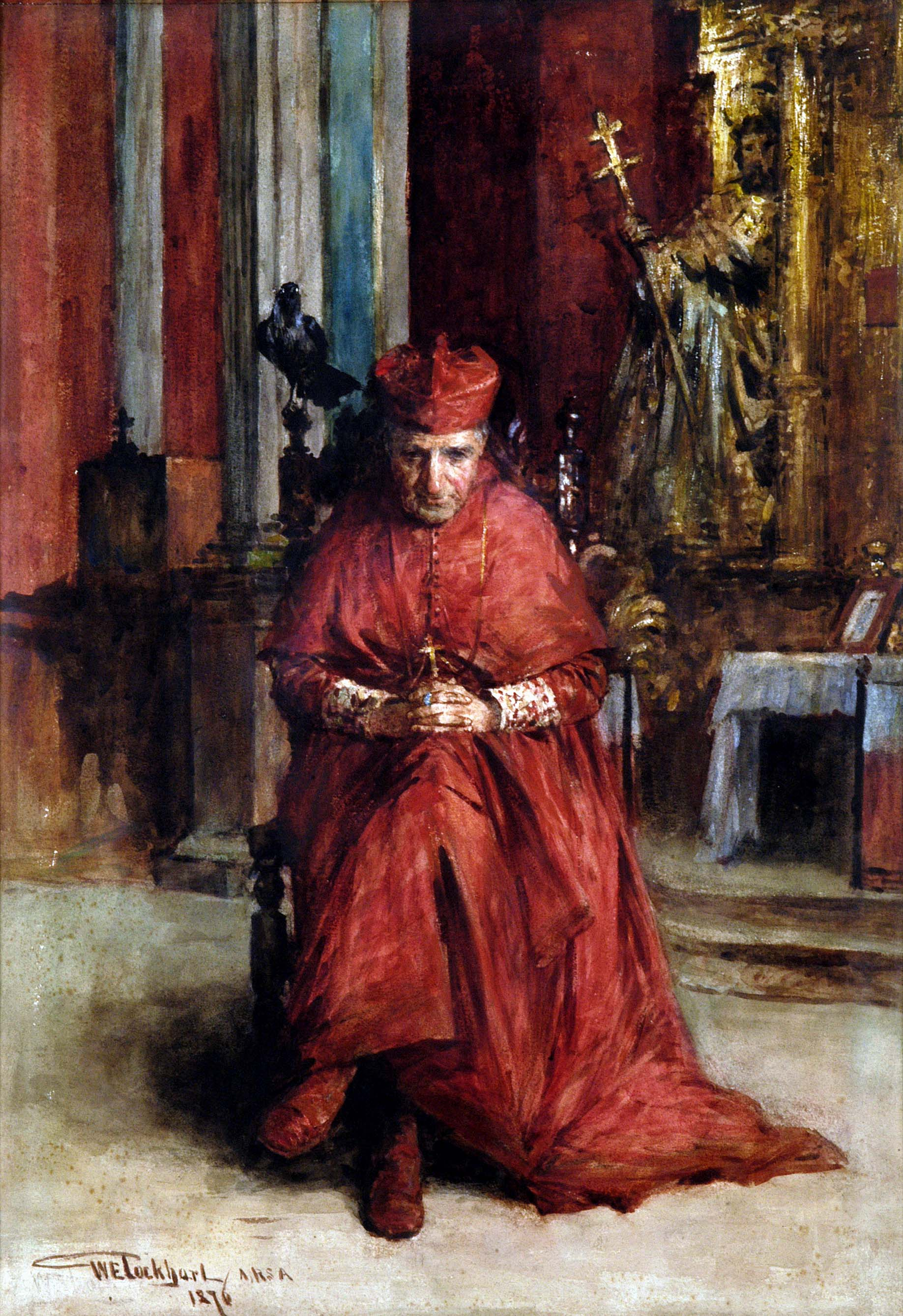
Реймсский кардинал, 1876 (нередко ошибочно трактуется, как портрет современного Локхарту архиепископа Реймса, который в то время не был кардиналом; в действительности — вероятнее всего, портрет литературного персонажа).